# Hemitrichus longigaster
Hemitrichus longigaster är en stekelart som beskrevs av T.C. Narendran 2006. Hemitrichus longigaster ingår i släktet Hemitrichus och familjen puppglanssteklar. Inga underarter finns listade i Catalogue of Life.